# پژوهشگاه هواشناسی و علوم جو
پژوهشگاه هواشناسی و علوم جو مرکز پژوهشی وابسته به سازمان هواشناسی کشور و از زیرمجموعه‌های فرعی وزارت راه و شهرسازی می‌باشد.

## تاریخچه
در سال ۱۳۶۸خورشیدی با موافقت اصولی وزارت فرهنگ و آموزش عالی پایه گذاری شد و در سال ۱۳۷۴ با دریافت مجوز قطعی برای اولین پژوهشکده آن به نام “پژوهشکده هواشناسی” بایگانی‌شده  در ۲۶ نوامبر ۲۰۲۰ توسط Wayback Machine  با نه گروه پژوهشی در زمینه های مختلف هواشناسی به انجام مطالعات و پژوهش های مرتبط با دانش محض هواشناسی و شناخت، گسترش و ارائه کاربردهای آنها رسماً شروع به کار کرد. این پژوهشکده در سال ۱۳۹۷ خورشیدی با موافقت قطعی وزارت علوم،تحقیقات و فناوری تحت عنوان "پژوهشگاه هواشناسی و علوم جو" و متشکل از پژوهشکده های "هواشناسی و علوم جو" در تهران با هشت گروه پژوهشی، "پژوهشکده اقلیم شناسی و تغییر اقلیم" در مشهد با سه گروه پژوهشی و "پژوهشکده هواشناسی آب و کشاورزی" در ایلام  با سه گروه پژوهشی به ادامه فعالیت پرداخت. در مجموع اکنون که بیش از سی سال از شروع فعالیت این مجموعه می گذرد، با نگاهی جامع به اهم فعالیت‌های انجام شده می‌توان ادعا کرد که بیشترین تلاش از سوی پژوهشگران و کارشناسان این پژوهشگاه این بوده است که نخست اولویت‌های پژوهشی کشور در همه زمینه‌ها و شاخه‌های مرتبط مشخص و تعریف شود و آنگاه در حد امکان با مشارکت مراکز کاربریِ مرتبط، پروژه‌های مشخصی برای هر یک از آنها چه به صورت مطالعاتی و چه به صورت عملیاتی اجرا شود. همه مستندات موجود نشان می‌دهد که نتایج بیشتر این فعالیت‌ها علاوه بر کسب رضایت نسبی کاربران، توانسته است چه در سطح ملّی و چه در سطح منطقه‌ای مورد نظر سایر پژوهشگران و ساز‌مان‌ها قرار بگیرد که تفصیل آن در این مجاز نمی‌گنجد.
از پروژه‌های این پژوهشگاه می‌توان به ایجاد سامانه خودکار برای صدور پیش‌بینی‌های بارش، دما و تراز آبِ سدها برای برخی حوزه‌های آبریز کشور (مانند کارون بزرگ) اشاره کرد. این پژوهشگاه به عنوان تنها پژوهشگاه  وزارت راه و شهرسازی تحت پوشش سازمان هواشناسی کشور، است و نشانی آن تهران - کیلومتر ۱۸ اتوبان کرج ـ شهرک پژوهش ـ انتهای بلوار پژوهش واقع شده ‌است.

## رئیس پژوهشگاه هواشناسی و علوم جوی
دکتر مهدی رهنما، به‌عنوان یکی از چهره‌های برجسته علمی در حوزه هواشناسی و رئیس پژوهشگاه هواشناسی و علوم جوی، نقش کلیدی در توسعه دانش اقلیمی و مدیریت مخاطرات طبیعی ایفا کرده است. فعالیت‌ها و دستاوردهای او نه‌تنها باعث ارتقای پیش‌بینی‌های جوی و تحلیل تغییرات اقلیمی شده، بلکه تاثیر چشمگیری در بهبود زیرساخت‌های این حوزه در کشور داشته است.